# Luftskib L 17
Luftskib L 17 (fabriksnr. LZ 53) var en P-klasse zeppeliner, som blev bygget af Luftschiffbau Zeppelin i Friedrichshafen til den tyske Kaiserliche Marine og foretog sin første flyvning 20. oktober 1915.
L 17 var først stationeret i Nordholz og fra 17. august 1916 på luftskibsbasen i Tønder.
Den 28. december 1916 gik L 24 i brand under indbugsering i Tønders Toska-dobbelthal og ilden spredte sig til L 17 inde i hallen, så begge luftskibe udbrændte.
L 17 udførte 9 bombetogter, der alle foregik i 1916, og derudover 27 rekognosceringer.

## Ehrlichs bombetogter fra Nordholz mod England
Den 22. oktober 1915 tiltrådte kaptajnløjtnant Herbert Ehrlich som kommandant og premierløjtnant Werner Dietsch som 1. officer ombord på L 17, som samme dag stationeredes i Nordholz ved Cuxhaven.
Herbert fløj tidligere som kommandant på L 5 og var søn af viceadmiral Alfred Ehrlich, som også deltog i 1. verdenskrig.

### 31. januar/1. februar 1916
Natten mellem 31. januar og 1. februar 1916 deltog L 17 fra basen i Nordholz i et bombetogt med 9 marine-luftskibe mod England.
L 17's rute kendes ikke, men det formodes, at mindst et af luftskibene L 15, L 16 og L 17 fløj syd om Leicester.

På togtet, der egentlig var planlagt mod Liverpool, deltog også L 19 (Odo Löwe) og L 20 (Franz Stabbert) fra Tønder og L 21 (Max Dietrich) fra Nordholz, der alle kastede bomber over English Midlands, men L 19 forliste på hjemturen i Nordsøen.

Natten mellem 1. og 2. april skulle L 17 have deltaget i et angreb mod London, men fløj på grund af vejrforholdene længere nordpå og fik sydøst for Hornsea i East Yorkshire motorproblemer og vendte hjem efter at have kastet bomber i havet.

### 24./25. april 1916
Natten mellem 24. og 25. april var planlagt et bombetogt med 6 marineluftskibe mod London, men modvind gjorde det umuligt og de koncentrerede sig i stedet om East Anglia, men L 17 krydsede dog som sidste luftskib kl. 1.40 kysten nord for Skegness i Lincolnshire og vendte om efter 25 minutter.
Der kastedes ikke ret mange bomber og størst skade skete i Lowestoft omkring kl. 4, formentlig ved bomber kastet af L 21 (Max Dietrich).
Samtidig foretog tyske skibe bombardement af Yarmouth og Lowestoft.
L 9 (August Stelling) deltog ikke i bombardementet, men rekognoscerede ud for kysten og blev ud på morgenen beskudt med pile fra jagerfly, men slap uskadt.

### 2./3. maj 1916
Natten mellem 2. og 3. maj 1916 deltog L 17 i et bombetogt med i alt 9 luftskibe, heraf 7 fra Nordholz, og krydsede North Yorkshires kyst ved Saltburn-by-the-Sea.
Øst for mod Skinningrove kastedes 13 højeksplosive og 4 brandbomber over Carlin How, som ødelagde 6 beboelseshuse og skadede flere, men ingen personer dræbtes.
L 17 fortsatte ind over North York Moors tiltrukket af hedebranden ved Danby, antændt af en brandbombe kastet af L 23 (von Schubert) og forstærket af L 16 (Werner Petersen). Her kastede L 17 et ukendt antal højeksplosive bomber og vendte derefter østover og hjemad med passage henover Whitby.

Samme nat deltog L 21 (Max Dietrich) fra Nordholz og forvoldte stor ødelæggelse i York.
Fra luftskibsbasen i Tønder deltog L 20 (Franz Stabbert), som måtte opgive hjemturen fra Skotland og nødlandede i stedet nær Stavanger i Norge.
Under søslaget ved Jylland 31. maj/1. juni 1916 skulle L 11 og L 17 have været på rekognoscering fra Nordholz, men sidevind gjorde det umuligt for dem at komme ud af deres haller og i stedet sendtes L 21 og L 23 afsted fra den derværende drejeskivehal.

Ifølge en anden kilde skal L 17 efter midnat have afsøgt området 50 miles sydsydvest til vestnordvest for Horns Rev.

### Dagene op til 2. august 1916
Natten mellem 28. og 29. juli 1916 mislykkedes et angrebsforsøg mod England med 11 luftskibe, fordi det var alt for tåget. L 17 nåede den engelske kyst, men vendte om, og kun L 13 nåede langt ind over land.
Natten mellem 31. juli og 1. august deltog L 17 i et bombetogt med 8 luftskibe.
Det var igen meget tåget, men en enkelt bombe, som næsten helt sikkert kastedes af L 17, ramte ved RFC's flyveplads Mattishall vest for Norwich i Norfolk. Et fly som sendtes i luften, styrtede efter 14 minutter ned og piloten døde. Det har ikke været muligt at finde nærmere oplysninger. Ingen andre luftskibe forvoldte større skade.

På Mattishalls nu helt nedlagte flyveplads skete også en dødsulykke 24. september 1916, da en pilot brændte ihjel under et uheld ved takeoff.

Om aftenen den 2. august 1916 observerede RNAS et luftskib på vej mod England og sendte lidt før kl. 19 et Bristol Scout D biplan afsted fra dækket på hangarskibet HMS Vindex, i øvrigt verdens første flyangreb med takeoff direkte fra et skibsdæk. Under eftersøgningen opdagede pilot C.T. Freeman 2 andre luftskibe på 10 og 20 miles afstand og satte kurs mod det første (vistnok L 17). I 500 fods højde over luftskibet kom han på skudhold og affyrede 3 runder med 1 punds 'ranken dart'-pile, men først i sidste runde ramte en pil luftskibet og opsendte en mindre røgsky. Luftskibet tabte 1 km i højde, men sattes ikke i brand og søgte østpå, mens flyet satte kurs mod hangarskibet. Vistnok pga. benzinmangel satte flyets motor ud og Freeman måtte lande i havet nær det hollandske Noord-Hinder fyrskib, men var heldig at blive samlet op af et belgisk skib.

En anden kilde siger de fleste luftskibe i angrebet den nat ankom til East Anglia mellem kl. 23.45 og 01 og at L 17 blev set over byen Eye (vistnok i Suffolk).
En tredje kilde siger, at L 17 blev angrebet i august 1916 af en Bristol Scout, men ingen skade rapporteredes.

Samme våben brugtes også 25. april 1916 mod L 9 (August Stelling) uden held.
Herbert Ehrlich blev efterfølgende kommandant på L 35 og L 62 og overlevede krigen, men døde 1921.

## Kraushaars bombetogter fra Tønder mod England
Den 10. august 1916 overtoges kommandoen over L 17 af de tidligere officerer fra luftskib L 9 kaptajnløjtnant Hermann Kraushaar og løjtnant Ernst Zimmermann, som 17. august flyttede luftskibet til basen i Tønder og fløj i alt 22 ture med det.

### Bombning 24. september 1916 af Nottingham
Efter deltagelse i det store angreb med 16 luftskibe mod London 2./3. september 1916, hvor L 17's rute er ukendt, deltog L 17 igen natten mellem lørdag den 23. og søndag den 24. september 1916 i et togt med 12 luftskibe, men Kraushaars og L 17 indsats her er ikke til at tage fejl af, for luftskibet foretog her 1. verdenskrigs eneste bombardement af byen Nottingham.
Mellem kl. 22-23 krydsede L 17 Lincolnshires kyst og fortsatte mod East Midlands, hvor Nottingham nåedes lidt efter kl. 1, tiltrukket af lyset fra Midland Station syd for centrum og 15 minutters intens bombardement indledtes.

I Broadmarsh lå arbejderen Harold Renshaw i seng med sin kone, da en bombe ramte gennem loftet og satte ild til hans tøj, hvorved han han blev så hårdt forbrændt, at han døde på hospitalet kort efter. Konen var uskadt.
I samme område ramtes også Canaan Primitive Methodist-kirken af en brandbombe.

Den 44-årige skrædder Alfred Taylor Rogers og hans kone Rosanna dræbtes i Newthorpe Street, da nogle bomber faldt på deres hus og omkringliggende bygninger. Rosannas lig fandtes på gaden, efter at eksplosionen havde kastet hende ud af sengen.
Yderligere 8 personer blev gravet ud af 3 ødelagte hjem. Ødelæggelserne i området omfattede også Haddons fabrik i Carrington Street og et varehus på hjørnet af Lister Gate.
Længere mod nord smed L 17 bomber ved Nottingham Victoria stationen og i den nordøstlige bydel Mapperley, inden der fortsattes hjemad via Lincoln. Midland Railway Company blev senere anklaget for at have tiltrukket angrebet ved ikke at slukke for lyset.

L 17 deltog igen natten mellem 1. og 2. oktober 1916 i et togt med 7 luftskibe foruden 4 som vendte om, og skal have kastet bomber indenfor en afstand af 15 miles fra Norwich, men kan ikke have lavet større skade.
Kun de 2 R-klasse zeppelinere L 30 (Buttlar-Brandenfels) og L 31 søgte direkte mod London, men L 31 blev skudt i brand over byens nordlige udkant og styrtede ned ved Potters Bar. Kommandant Heinrich Mathy hoppede levende ud inden flammerne tog ham, men døde kort efter at have ramt jorden.

## L 24 og L 17's brand i Tønder 28. december 1916
Under indbugsering af L 24 i Tønders Toska-dobbelthal den 28. december 1916, stødte L 24 på grund af stærk sidevind imod en stor tændt AEG-pære i loftet så en af gascellerne antændtes og luftskibet udbrændte fuldstændig, ligesom den i hallen værende L 17 blev offer for flammerne.
En bevaret prøjsisk fane, som 2001 blev skænket til Zeppelin-museet i Tønder, kan muligvis være blevet reddet fra L 17 af en uidentificeret marinesoldat, som omkom på et senere togt.

Den 15. marts 1917 overtog Kraushaar og Zimmermann i stedet L 43 og stationeredes i Ahlhorn sydvest for Bremen.
Under en rekognoscering ud for den hollandske ø Vlieland i morgendisen den 14. juni 1917, blev L 43 opdaget i 500 meters højde af en Curtiss H-12 Large America vandflyver og skudt i brand så alle ombord omkom.

## Eksterne links
- Zeppelin L 17 - Luftschiffe in Tondern Arkiveret 14. august 2017 hos  Wayback Machine - zeppelin-museum.dk
- LZ 53 - luftschiff.de
- LZ53 Arkiveret 29. oktober 2014 hos  Wayback Machine - sebastianrusche.com
- Lz53 - L17 Arkiveret 13. august 2014 hos  Wayback Machine - p159.phpnet.org (fransk)
- LZ53(L17) - air-ship.info (kinesisk)
- 28-Dec-1916 Zeppelin LZ.53 - Aviation Safety Network